# Gavriil Bănulescu-Bodoni
Gavriil (născut Grigorie Bănulescu-Bodoni, 1746 în Bistrița – d. 30 martie 1821 în Chișinău, Republica Moldova) a fost Mitropolitul Ortodox al Moldovei, de Ekaterinoslav și Herson-Tavriceski, al Kievului și ulterior al Basarabiei. La data de 28 iulie 2016, Sinodul Bisericii Ortodoxe din Moldova a reconfirmat o decizie anterioară a Sinodului Bisericii Ortodoxe Ruse din 15 iulie 2016 privind canonizarea Mitropolitului Gavriil Bănulescu-Bodoni, de rând cu o altă nevoitoare - Fericita Agafia de la Mănăstirea Cușelăuca. Canonizarea vrednicului de pomenire Mitropolit Gavriil Bănulescu-Bodoni a avut loc la 3 septembrie 2016, ziua înființări Episcopiei Chișinăului și a Hotinului, în fruntea căreia s-a aflat timp de mai mulți ani ÎPS Mitropolit. Tomosul de canonizare s-a citit la Mănăstirea Căpriana, unde este locul de veșnică odihnă al sfântului.

## Studii
Gavriil Bănulescu-Bodoni și-a absolvit studiile în Transilvania, apoi la Academia duhovnicească din Kiev (1771-1773), la școlile grecești din Patmos, Smirna și la mănăstirea Vatopedu de la Muntele Athos (1773 - 1776). Devine profesor, în Transilvania în anul 1776, apoi la Iași în anul 1777. 
Se călugărește la Constantinopol în 1779, cu numele Gavriil, continuându-și studiile la Patmos, (1779 - 1780).

## Episcop și mitropolit
În perioada 1781 - 1782 este profesor de limba greacă, ieromonah și predicator la catedrala mitropolitană din Iași iar între anii 1782 și 1784 este profesor al seminarului din Poltava, din Rusia. Revine la Iași în 1784 și este hirotonisit arhimandrit în 1786, fiind propus episcop la Roman, dar neacceptat de domnul fanariot de atunci.  
Se întoarce în același an în Rusia, unde ajunge rector al Seminarului din Poltava (1786 -  1791.
La data de 26 decembrie 1791 Arhiepiscopul Ambrozie Serebrennikov al Poltavei (numit și ocârmuitor de Sinodul Bisericii Ortodoxe Ruse al Bisericii din Moldova (1788 - 1792), îl hirotonește pe Gavriil ca episcop–vicar de Akkerman și Bender (Cetatea Albă și Tighina).
La 10 februarie 1792, Sinodul Bisericii Ortodoxe Ruse l-a numit mitropolit al Moldovei, dar în aprilie noul domn, Alexandru Moruzi îl trimite, în stare de arest, la Istanbul.
Fiind eliberat prin intervenția reprezentantului Rusiei la Poartă, s-a reîntors în Rusia, unde a fost numit mitropolit al Poltavei (1793 - 1799), apoi al Kievului (1799 - 1803), iar în 1801 țarul Alexandru I l-a numit membru al Sfântului  Sinod al Bisericii Ortodoxe Ruse. S-a pensionat în 1803, stabilindu-se la Odessa.
La 27 martie 1808, printr-un ucaz al aceluiași țar, a fost numit exarh al Bisericii din Moldova și Țara Românească - ambele țări fiind sub ocupație militară rusă (instalat la Iași 22 mai 1808) conducând Mitropolia Moldovei până după pacea de la București (16 mai 1812). În această calitate a tipărit mai multe cărți și a lucrat pentru buna desfășurare a vieții bisericești.
La 21 august 1813 țarul Rusiei l-a numit în fruntea noii Arhiepiscopii a Basarabiei, cu reședința în Chișinău, create la cererea sa, unde a păstorit până la moarte și unde a înființat un Seminar teologic.

## Canonizare
Mitropolitul Gavriil Bănulescu-Bodoni a fost beatificat de către Mitropolia Chișinăului și a întregii Moldove pe 3 septembrie 2016. Titulatura sa este "Sfântul Ierarh Gavriil".

## Traduceri
A tipărit la Mănăstirea Neamț, ca exarh al Bisericii din Moldova și Țara Românească:
- Chiriacodromion (1811)

A înființat o tipografie eparhială, unde au fost traduse mai multe cărți, în limba română:
- Liturghierul (1815),
- Molitvelnicul, (1820)
- Ceaslovul (1817),
- Psaltirea (1818),
- Mineiul de obște (1820),
- Apostolul (1820),
- Evanghelia (1820),
- Tipicul (1821),
- Bucoavna (1814),
- Catihisis (1816), după Platon al Moscovei.

La insistențele sale, s-au tipărit Noul Testament (1817) și Biblia (1819), în limba română, la Petersburg.
A mai îndrumat activitatea clerului de mir din eparhie și a mănăstirilor. A zidit câteva biserici la Chișinău și în alte localități, a restaurat biserica  Adormirea din mănăstirea Căpriana.

## Legături externe
- Gavriil Bănulescu-Bodoni - Dicționarul Teologilor Români Arhivat în 7 ianuarie 2008, la Wayback Machine., Biserica.org
- Mitropolitul Gavriil Bănulescu, marele cărturar de la Chișinău Arhivat în 9 noiembrie 2013, la Wayback Machine., 18 iunie 2009, Tamara Grigore, Ziarul Lumina
- Memoria Bisericii în imagini: Mitropolitul Gavril Bănulescu-Bodoni și Seminarul teologic din Chișinău[nefuncțională]
, 4 ianuarie 2010, Adrian Nicolae Petcu, Ziarul Lumina
- Rușii au încercat să-și supună religios Moldova și Valahia, dar s-au mulțumit și cu Basarabia, 5 septembrie 2013, Valentina Basiul, Adevărul
- Mitropolitul Gavriil Bănulescu-Bodoni, slugă „nesătulă” a Imperiului Rus, 5 septembrie 2013, Valentina Basiul, Adevărul